# Andropogon tectorum
Andropogon tectorum är en gräsart som beskrevs av Heinrich Christian Friedrich Schumacher och Peter Thonning. Andropogon tectorum ingår i släktet Andropogon och familjen gräs. Inga underarter finns listade i Catalogue of Life.